# Ясна Поляна (Житомирський район)
Ясна Поля́на (до 1946 — Вацлавпіль) — село в Україні, у Пулинській селищній територіальній громаді Житомирського району Житомирської області. Населення становить 681 особу (2001).

## Історія
Колишні назви: приблизно з 1814 — Вацлавпіль (пол.Wacławpol), заснував Вацлав Ганський. З 1946 — Ясна Поляна. У 1906 році село Пулинської волості Житомирського повіту Волинської губернії. Відстань від повітового місті 35 верст, від волості 5. Дворів 61, мешканців 844.
У 1923—54 роках — адміністративний центр колишньої Яснополянської сільської ради Червоноармійського району. 29 червня 1960 року, відповідно до рішення Житомирського облвиконкому № 683 «Про об'єднання деяких населених пунктів в районах області», приєднано с. Відерне.